# Pulmoniscus insularuminfraventum
Pulmoniscus insularuminfraventum är en kräftdjursart som först beskrevs av Albert Vandel1952.  Pulmoniscus insularuminfraventum ingår i släktet Pulmoniscus och familjen Balloniscidae. Inga underarter finns listade i Catalogue of Life.